# Iáia ibne Maomé
Iáia ibne Maomé (em árabe: يَحيَى بن مُحَمَّد; romaniz.: Yahya ibn Muhammad), também chamado Iáia I, foi califa do Califado Idríssida do Magrebe que reinou de 849 até 863. Foi antecedido no trono por Ali I, seu irmão, tendo-lhe seguido seu filho Iáia II.

## Vida
Iáia era filho e irmão dos califas Maomé I (r. 828–836) e Ali I (r. 836–849) e pai de Iáia. Com a morte de seu irmão em janeiro de 849, sucedeu-o como califa. Em seu pacífico reinado, várias pessoas vindas do Alandalus e Ifríquia se assentaram em Fez, que recebeu muitos edifícios novos, como suas grandes mesquitas, edificadas em 859. Iáia morreu em 863 e foi sucedido por seu filho.